# Odorrana splendida
Odorrana splendida< es una especie de anfibio anuro de la familia Ranidae.

## Distribución geográfica
Esta especie es endémica de las islas Amami en el archipiélago de Nansei en Japón. 
Su localidad tipo es Yamato-son, Isla Amami, Prefectura de Kagoshima.

## Publicación original
- Kuramoto, Satou, Oumi, Kurabayashi & Sumida, 2011 : Inter- and intra-island divergence in Odorrana ishikawae (Anura, Ranidae) of the Ryukyu Archipelago of Japan, with description of a new species. Zootaxa, n.º 2767, p. 25-40.[4]